# 维瑟尔堡兰德
维瑟尔堡兰德是奥地利下奥地利州沙伊布斯县的一个市镇。总面积33.94平方公里，总人口3107人，人口密度91.5人/平方公里（2005年）。